# Franc Taurin
Franc Nikołajewicz Taurin (ros. Франц Николаевич Таурин), (ur. 27 stycznia 1911 we wsi Pietrowskoje w guberni tulskiej, zm. 10 marca 1995 w Moskwie) – pisarz rosyjski.

## Życiorys
Pochodził z rodziny chłopskiej. W 1930 ukończył studia politechniczne w Kazaniu, uzyskując stopień inżyniera. Członek WKP(b) od 1939. W czasie wojny pełnił funkcję dyrektora kombinatu kuśnierskiego w Jakucku. Od 1949 sekretarz miejskiego komitetu partii w Jakucku, a także członek Prezydium Rady Najwyższej Jakuckiej ASRR. Kierował  organizacją pisarzy w Jakucku.
Należał do grupy twórców powieści produkcyjnych (produkcyjniaków), pisząc o wykonywaniu planów produkcyjnych w warunkach wojennych. W latach 60. zafascynowały go dzieje Syberii, której poświęcił trylogię Daleko w irkuckiej krainie, przedstawiającej losy tego obszaru na przestrzeni ostatnich stu lat. Tematykę rewolucyjną podejmowała także powieść Strome brzegi Bajkału, poświęcona powstaniu polskich zesłańców nad Bajkałem w 1866.
Był autorem scenariusza do filmu Иначе нельзя (1980), w reż. Siergieja Erina.

## Dzieła
- 1950: Do jednego celu
- 1954: Nad Leną
- 1956–1957: Angara
- 1964: Daleko w irkuckiej krainie
- 1969: Strome brzegi Bajkału (wyd. pol. 1975, Wyd. PAX, tł. Andrzej Szymański)
- 1977: Bez strachu i skazy
- 1980: Murarz rewolucji
- 1983: Opowiadania zebrane
- 1985: Na barykadach Presni